# Simba Football Club
Il Simba Football Club, meglio noto come Simba FC, è una squadra di calcio ugandese con sede a Lugazi. È il club dell'esercito ugandese ed è stata una delle squadre più forti negli anni '70 e '80, quando tutti i giocatori erano ufficiali nell'esercito. Milita nella Uganda Super League, la massima serie del campionato ugandese di calcio, della quale ha vinto due edizioni (1971 e 1978).

## Palmarès

### Competizioni nazionali
- Uganda Super League: 2

1971, 1978
- Kakungulu Cup: 2

1977, 2011

### Altri piazzamenti
- Uganda Super League:

Secondo posto: 1968-1969, 1977
Terzo posto: 1970, 1974, 1975, 1976, 1998, 1999
- Kakungulu Cup:

Finalista: 1971, 1998, 2009-2010
- CAF Champions League:

Finalista: 1972